# Berkner
Berkner ali Hubley Island je z ledom pokrit otok na Antarktiki, ki bi izginil, če bi se led na skalni osnovi stopil. V dolžino meri 320, v širino pa 150 km. Skupna površina otoka je 44.000 km², kar ga uvršča na 31. mesto po velikosti na svetu. Ozemlje si lastijo Argentina, Združeno kraljestvo in Čile.

## Zgodovina
Otok so odkrili ameriški znanstveniki pod vodstvom stotnika Finna Ronneja v sezoni 1957-58. Poimenovali so ga po ameriškem fiziku Lloydu Berknerju, članu ameriške odprave med letoma 1928 in 1930).